# Nora Eddington
Pour les articles homonymes, voir Eddington.
Nora Eddington est une actrice américaine, née le 25 février 1924 à Chicago et décédée le 10 avril 2001 à Los Angeles.
Elle est particulièrement connue pour avoir été la seconde épouse d'Errol Flynn de 1943 à 1948, avec lequel elle a deux enfants : Deirdre et Rory.
Elle se marie en secondes noces avec l'acteur Dick Haymes (qui venait de divorcer de Joanne Dru) en 1949 jusqu'en 1953.

## Filmographie
Sauf indication contraire, les informations mentionnées dans cette section peuvent être confirmées par la base de données cinématographiques IMDb,  présente dans la section « Liens externes ».
- 1948 : Les Aventures de don Juan (Adventures of Don Juan)
- 1952 : Cruise of the Zaca (documentaire)